# Rondane
Rondane er et fjeldområde øst for Gudbrandsdalen i Øst-Norge i Innlandet fylke. Rondane blev i 1962 Norges første nationalpark. Parken blev udvidet i 2003 og dækker nu et område på 963 km².
Der er ti fjeldtoppe i Rondane som er over 2 000 m.o.h.:
- Rondeslottet — 2 178 m.o.h.
- Storronden — 2 138 m.o.h.
- Høgronden — 2 114 m.o.h.
- Midtronden Vest — 2 060 m.o.h.
- Vinjeronden — 2 044 m.o.h.
- Midtronden Øst — 2 042 m.o.h.
- Sagtinden — 2 018 m.o.h.
- Storsmeden — 2 016 m.o.h.
- Digerronden — 2 015 m.o.h.
- Veslesmeden — 2 015 m.o.h.

- Wikimedia Commons har flere filer relateret til Rondane

62°N 10°Ø / 62°N 10°Ø